# Вест-Лічбург (Пенсільванія)
Вест-Лічбург (англ. West Leechburg) — місто (англ. borough) в США, в окрузі Вестморленд штату Пенсільванія. Населення — 1269 осіб (2020).

## Географія
Вест-Лічбург розташований за координатами 40°38′1″ пн. ш. 79°37′9″ зх. д. / 40.63361° пн. ш. 79.61917° зх. д. (40.633541, -79.619034).  За даними Бюро перепису населення США в 2010 році місто мало площу 2,58 км², з яких 2,47 км² — суходіл та 0,11 км² — водойми.

## Демографія
Згідно з переписом 2010 року, у селищі мешкали 1294 особи в 561 домогосподарстві у складі 398 родин. Густота населення становила 501 особа/км².  Було 600 помешкань (232/км²).
Расовий склад населення:
| - 98,7 % — білих - 0,9 % — чорних або афроамериканців - 0,1 % — азіатів |

До двох чи більше рас належало 0,3 %. Частка іспаномовних становила 1,0 % від усіх жителів.
За віковим діапазоном населення розподілялося таким чином: 19,2 % — особи молодші 18 років, 58,5 % — особи у віці 18—64 років, 22,3 % — особи у віці 65 років та старші. Медіана віку мешканця становила 46,1 року. На 100 осіб жіночої статі у селищі припадало 101,6 чоловіків;  на 100 жінок у віці від 18 років та старших — 95,9 чоловіків також старших 18 років.
Середній дохід на одне домашнє господарство  становив 59 398 доларів США (медіана — 46 250), а середній дохід на одну сім'ю — 68 242 долари (медіана — 58 750). Медіана доходів становила 44 167 доларів для чоловіків та 34 583 долари для жінок. За межею бідності перебувало 4,6 % осіб, у тому числі 2,7 % дітей у віці до 18 років та 3,2 % осіб у віці 65 років та старших.
Цивільне працевлаштоване населення становило 628 осіб. Основні галузі зайнятості: освіта, охорона здоров'я та соціальна допомога — 27,2 %, виробництво — 17,4 %, науковці, спеціалісти, менеджери — 10,4 %, роздрібна торгівля — 9,4 %.